# Платенсе (футбольный клуб, Пуэрто-Кортес)
«Платенсе» (исп. Platense Fútbol Club) — гондурасский футбольный клуб из города Пуэрто-Кортес, в настоящее время выступающий в Национальной лиге Гондураса, первой по уровню в системе футбольных лиг страны. Домашние матчи команда проводит на стадионе «Эксельсиор», вмещающем около 13 500 зрителей.
Клуб был официально основан 4 июля 1960 года группой любителей футбола в доме одного из них. При выборе названия клуба предлагались различные клубы, преимущественно аргентинские, из-за того что футбольный журнал из этой страны «El Gráfico» был широко издаваем в Гондурасе в это время. В итоге новый клуб получил имя «Платенсе», команды из окрестностей Буэнос-Айреса.
В 1964 году «Платенсе» стал одним из основателей Национальной лиги Гондураса, что привлекло в клуб значительное количество новых футболистов, а также финансовые и материально-технические средства. «Платенсе» стал первым победителем лиги, первый розыгрыш которой состоялся в 1965 году. Но этот успех долгие годы оставался единственным в истории клуба. В 1975 году «Платенсе» дебютировал в Кубке чемпионов КОНКАКАФ, где по сумме двух встреч уступил гватемальской «Ауроре». В 1980 году команда заняла последнее место в лиге и должна была её покинуть, но в итоге была оставлена за счёт расширения участников до 11. Спустя год «Платенсе» вновь оказался последним и вылетел. На возвращение обратно клубу хватило одного сезона.
В 1997 году «Платенсе» вышел в финал чемпионата Гондураса, где уступил по итогам двух встреч «Олимпии» с общим счётом 1:4. В Апертуре 2000 он вновь в финале первенства проиграл «Олимпии», но уже в следующем розыгрыше «Платенсе» спустя 36 лет вновь стал чемпионом Гондураса, оказавшись в решающих матчах сильнее всё той же «Олимпии».
Начиная с 2003 года «Платенсе» лишь изредка попадал в зону плей-офф, где останавливался на стадии полуфинала. В 2012 году клуб занял последнее место и должен был вылететь, но после слияния с другим клубом лиги «Некакса» остался в элите.
В Апертуре 2016 «Платенсе» вышел в финал, где проиграл «Мотагуа» по сумме двух встреч 1:2.

## Достижения
- Чемпион Гондураса (2): 1965, Кл. 2001.
  - Вице-чемпион Гондураса (4): 1996/97, Ап. 2000, Ап. 2002, Ап. 2016.
- Обладатель Кубка Гондураса (2): 1996, 1997.
  - Финалист Кубка Гондураса (2): 2015.